# Edouard von Capelle
Edouard von Capelle, né le 10 octobre 1855 à Celle et décédé le 23 février 1931 à Wiesbaden, est un officier de marine allemand qui fut amiral et ministre de la Marine.

## Carrière
Eduard Capelle est le fils aîné du propriétaire d'usine Eduard Capelle (1832-1897) et de son épouse Agnes Margarethe, née Meyer-Glimmann (1831-1903). Son frère cadet est Hans Capelle (1864-1948), qui devient plus tard président de l'Observatoire maritime allemand, dont le siège est à Hambourg.
Il s'engagea dans la Marine de guerre le 18 avril 1872, et embarqua comme cadet sur le navire-école SMS Rover. Six mois plus tard, il était admis à l'École des cadets de la Marine. Du 17 avril 1873 au 31 décembre 1876, il servit sur les navires école Hertha et Arcona. Admis le 13 octobre 1876 à suivre les cours de l'École de la Marine, il en sortit avec le grade de sous-lieutenant (15 février 1876) et fut affecté en tant que chef de  compagnie à la IIe Division de la Flotte. Admis à l'Académie de Marine en 1881, il fut affecté à sa sortie au commandement de la flotte d'Extrême-Orient, et travailla au Cabinet de la Marine à partir de 1891.
Collaborateur direct de l'amiral von Tirpitz, il exerça une influence déterminante sur la politique de réarmement naval à partir de 1900, à la fois dans l'usage de la propagande et la restructuration de l'administration militaire, en y établissant un Bureau des dépêches (Nachrichtenstelle). Il sut se montrer particulièrement habile dans le financement d'un réseau d'influences destiné à rééquilibrer les moyens consacrés à la Marine de guerre, en préalable aux débats parlementaires de 1900 sur la modernisation complète de la flotte de guerre impériale. Dès sa création, le Bureau des dépêches (1897), placé directement sous les ordres de von Tirpitz, multiplia les communiqués destinés aux quotidiens, mit en place des réseaux d'influence solides comme le Flottenverein, et créa quelques agences de presse, particulièrement dans les ports étrangers. De deux officiers, l'effectif de ce bureau passa bientôt à 5. En préalable aux débats sur le renouvellement de la Flotte, il lança une grande campagne de presse, bénéficiant d'une enveloppe initiale de 220 000 Mark. S'y ajouta la souscription levée en 1900 par le Flottenverein, d'un montant de 760 000 Mark. 
En 1904, il devint directeur du département de la marine, puis sous-secrétaire de la marine en 1914 sous la direction d'Alfred von Tirpitz, qu'il remplaça en 1916 comme ministre, jusqu'à la capitulation allemande.
Guillaume II l'anoblit le 21 juin 1912.

## Décorations
- Ordre de l'Aigle rouge
- Pour le Mérite
- Croix de fer